# Террон-сюр-Эн
Терро́н-сюр-Эн (фр. Terron-sur-Aisne) — коммуна во Франции, находится в регионе Шампань — Арденны. Департамент коммуны — Арденны. Входит в состав кантона Вузье. Округ коммуны — Вузье.
Код INSEE коммуны — 08443.
Коммуна расположена приблизительно в 185 км к востоку от Парижа, в 65 км северо-восточнее Шалон-ан-Шампани, в 36 км к югу от Шарлевиль-Мезьера.

## Население
Население коммуны на 2008 год составляло 116 человек.
| 1962 | 1968 | 1975 | 1982 | 1990 | 1999 | 2008 |
| ---- | ---- | ---- | ---- | ---- | ---- | ---- |
| 115  | 144  | 132  | 127  | 118  | 114  | 116  |

## Экономика

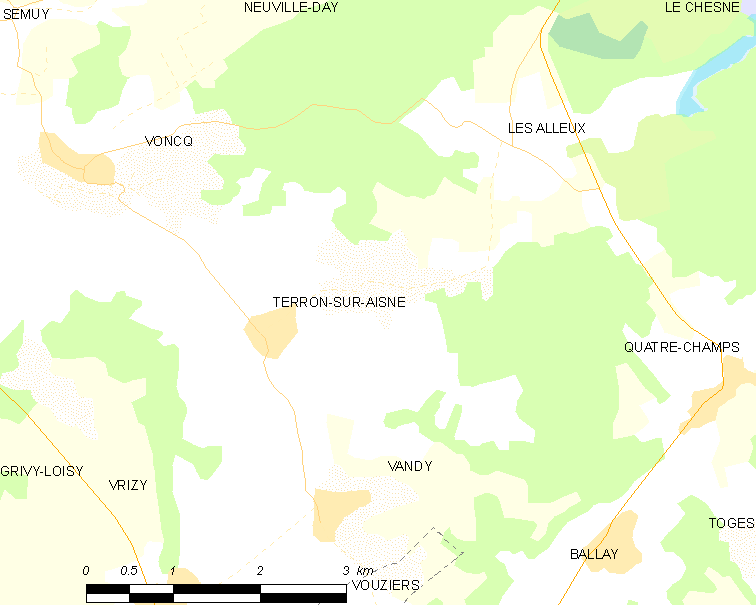
Карта коммуны

В 2007 году среди 64 человек в трудоспособном возрасте (15—64 лет) 42 были экономически активными, 22 — неактивными (показатель активности — 65,6 %, в 1999 году было 64,7 %). Из 42 активных работали 36 человек (23 мужчины и 13 женщин), безработных было 6 (3 мужчин и 3 женщины). Среди 22 неактивных 5 человек были учениками или студентами, 12 — пенсионерами, 5 были неактивными по другим причинам.